# Jean-Charles Coutu
Jean-Charles Coutu, né en 1935 à Rouyn-Noranda, est un homme politique québécois. Il s’est grandement impliqué dans les causes autochtones et dans la culture de la région d’Abitibi-Témiscamingue.

## Biographie
Né à Rouyn-Noranda en 1935, Jean-Charles Coutu devient avocat en 1960 et enchaîne pour acquérir le rôle de substitut du Procureur Général et Conseiller juridique de 1965 à 1966. De 1967 à 1974, il travaille en tant qu’agent du ministère fédéral de la justice. Quelques années plus tard, M. Coutu est nommé maire de Rouyn deux fois, la première en 1969 et la seconde en 1973. Peu après, il est nommé Juge à la fois à la Cour provinciale et à la Cour du Québec de 1974 à 1997. En parallèle, il est coordinateur de la Cour itinérante et par cette autre charge, il parvient à mettre sur pied le tout premier tribunal itinérant. Maître Coutu a été, au cours de sa vie, une figure importante dans la cause autochtone dans les régions de l’Abitibi-Témiscamingue, la Jamésie, la baie d’Hudson, la baie James et la baie d’Ungava. Entre 1993 et 1995, il est président d’un comité sur l’administration de la justice pour les milieux autochtones. Par suite de son immense travail et ses nombreuses implications, il est investi le 20 octobre 2022 à titre d'officier de l'Ordre du Canada,.

## Cause autochtone
Alors que Jean-Charles Coutu était juge, il a fondé un tribunal itinérant qui lui a permis d’entendre la situation autochtone du Nord. À cette époque, il est commun pour lui de se rendre dans des villages cris et inuits dans le vaste nord du Québec. L’une de ses principales envies était le dialogue entre la Cour provinciale et les communautés. Cependant, la barrière de la langue était parfois difficilement surmontable, les langues des communautés les plus isolées étant difficilement traduisibles. Néanmoins, grâce au travail de plusieurs interprètes pour traduire les accents et patois locaux et uniques, Jean-Charles est parvenu à moderniser et rendre la justice autochtone plus juste qu’auparavant. Il a produit un rapport intitulé: « La Justice pour et par les Autochtones » qui a été rédigé à la suite de ses nombreux voyages exploratoires et rencontres. Il est le premier juge Québécois à avoir siégé dans des communautés pleinement autochtones,,.

## Festival des guitares du monde
C'est en 2004, après qu'il a pris sa retraite à la fin de sa carrière de juge, que Jean-Charles Coutu s'est engagé dans la fondation d'un festival. C'est avec le mélomane Alain Vézina, un ancien disquaire, qu'ils fondent ensemble le Festival des guitares du monde. C'est en mai 2005 qu'a lieu la première édition de leur festival,.

## Distinctions
- 2011 -  Officier de l'Ordre national du Québec[7]
- 2019 -  Officier de l'Ordre du Canada[8]